# I liga argentyńska w piłce nożnej (1999/2000)
Dwukrotnie mistrzem Argentyny, zarówno turnieju Apertura, jak i turnieju Clausura w sezonie 1999/2000 został River Plate. Wicemistrzem Argentyny w turnieju Apertura w sezonie 1999/2000 został klub Rosario Central, natomiast wicemistrzem Argentyny w turnieju Clausura w sezonie 1999/2000 został klub CA Independiente.
O tym, które zespoły zagrają w międzynarodowych pucharach zadecydowała sumaryczna tabela łącząca wyniki turniejów Apertura i Clausura. Do Copa Libertadores w roku 2001 zakwalifikowały się następujące kluby:
- River Plate
- Boca Juniors
- San Lorenzo de Almagro
- Rosario Central
- Vélez Sarsfield Buenos Aires

Do Copa Mercosur w roku 2000 zakwalifikowało się z Argentyny sześć klubów:
- River Plate
- Boca Juniors
- San Lorenzo de Almagro
- Rosario Central
- Vélez Sarsfield Buenos Aires
- CA Independiente

Tabela spadkowa zadecydowała o tym, które kluby spadną do drugiej ligi (Primera B Nacional Argentina), a które będą miały szanse obronić swój byt pierwszoligowy w barażach. Bezpośrednio spadły kluby, które w tabeli spadkowej zajęły dwa ostatnie miejsca – Gimnasia y Esgrima Jujuy i Ferro Carril Oeste. Na ich miejsce awansowały dwie najlepsze drużyny z drugiej ligi – CA Huracán i Los Andes Buenos Aires. Mecze barażowe musiały stoczyć Belgrano Córdoba oraz Instituto Córdoba. Belgrano utrzymał się w pierwszej lidze, natomiast jego derbowy rywal Instituto przegrał dwumecz i spadł do drugiej ligi. Na jego miejsce awansował zwycięzca – Almagro Buenos Aires.

## Torneo Apertura 1999/2000

### Apertura 1
| Mecze: 7 sierpnia – 9 sierpnia 1999                                                                                      |
| --- |
| River Plate – Instituto Córdoba 4:1 Pablo Aimar 16, Javier Saviola 40, Juan Pablo Ángel 42, 59 – Daniel Ángel Jiménez 22 |
| Newell’s Old Boys – San Lorenzo de Almagro 1:2 Fabricio Fuentes 4 – Ariel Maximiliano López 2, Raúl Enrique Estévez 88   |
| Vélez Sarsfield – CA Colón 0:0                                                                                           |
| Boca Juniors – Independiente 3:0 Martín Palermo 16, 47, Diego Cagna 41                                                   |
| Argentinos Juniors – Estudiantes La Plata 3:0 Eduardo Bennett 29, 87, Aldo Osorio 89                                     |
| Gimnasia y Esgrima Jujuy – Rosario Central 1:2 Pedro Domingo Aguírrez 46 – Juan Antonio Pizzi 56, 61                     |
| Lanús – Belgrano Córdoba 0:0                                                                                             |
| Unión Santa Fe – Ferro Carril Oeste 3:0 Miguel Alberto Barreto 47, 58, Norberto Antonio Fernández 53                     |
| Talleres Córdoba – Racing Club 1:1 Rodrigo Daniel Astudillo 19 – Héctor Gabriel Banegas 54                               |
| Chacarita Juniors – Gimnasia y Esgrima La Plata 0:0 mecz rozegrany później                                               |

### Apertura 2
| Mecze: 14 sierpnia – 16 sierpnia 1999 |
| --- |
| San Lorenzo de Almagro – Unión Santa Fe 3:1 Iván Córdoba k, Bernardo Romeo, Eduardo Nicolás Tuzzio – Andrés Silvera                                                         |
| Estudiantes La Plata – Vélez Sarsfield 4:2 Pablo Javier Quatrocchi (2, 1 k), Nelson Omar Agoglia, Carlos Alberto Yaqué – Pablo Javier Quatrocchi s, Guillermo Carlos Morigi |
| Rosario Central – River Plate 1:2 Ezequiel González – Javier Saviola, Pablo Aimar                                                                                           |
| Independiente – Lanús 1:2 Esteban Cambiasso – Martín Raúl Vilallonga, Diego Klimowicz                                                                                       |
| Instituto Córdoba – Newell’s Old Boys 1:1 Daniel Ángel Jiménez – Germán Real                                                                                                |
| Belgrano Córdoba – Argentinos Juniors 0:0 |
| Ferro Carril Oeste – Gimnasia y Esgrima La Plata 1:3 Carlos Alfaro Moreno – Luis Gómez s, Diego Martín Alonso, Mariano Messera                                              |
| CA Colón – Gimnasia y Esgrima Jujuy 2:0 Adrián Alberto Gorostidi, Claudio Enría                                                                                             |
| 18 sierpnia 1999 Boca Juniors – Racing Club de Avellaneda 1:1 Martín Palermo – Sixto Peralta                                                                                |
| 29 września 1999 Chacarita Juniors – Talleres Córdoba 1:1 Silvio Carrario – Cristian Miguel Pino                                                                            |

### Apertura 3
| Mecze: 21 sierpnia – 25 sierpnia 1999                                                                         |
| --- |
| Vélez Sarsfield – Belgrano Córdoba 3:0 Cristian Bardaro, Darío Fernando Husaín, Diego Alejandro Alarcón s     |
| Racing Club – Chacarita Juniors 2:2 Marcelo Delgado (2, 1 k) – Fabio Hernán Schiavi, Rubén Óscar Capria       |
| Gimnasia y Esgrima La Plata – San Lorenzo de Almagro 1:2 Diego Martín Alonso – Guillermo Franco, Iván Córdoba |
| Argentinos Juniors – Independiente 2:2 Aldo Osorio (2) – Bruno Marioni, José Luis Calderón                    |
| Unión Santa Fe – Instituto Córdoba 0:2 Fernando Eduardo Castro, Daniel Ángel Jiménez k                        |
| Newell’s Old Boys – Rosario Central 1:1 Germán Real – Ezequiel González                                       |
| Gimnasia y Esgrima Jujuy – Estudiantes La Plata 2:1 David Bisconti, Gustavo Alberto Balvorín – Ariel Zapata   |
| Lanús – Boca Juniors 1:4 Juan Ignacio Fernández – Martín Palermo (3), Guillermo Barros Schelotto              |
| Talleres Córdoba – Ferro Carril Oeste 2:0 Darío Alberto Gigena, José Luis Marzo                               |
| River Plate – CA Colón 2:2 Javier Saviola, Leonardo Astrada – Claudio Enría, Adrián Alberto Gorostidi         |

### Apertura 4
| Mecze 27 sierpnia – 30 sierpnia 1999                                                                                |
| --- |
| Ferro Carril Oeste – Racing Club 1:1 Roberto Martín Gorocito – Carlos Maximiliano Estévez                           |
| Rosario Central – Unión Santa Fe 3:0 Juan Antonio Pizzi (2), Rafael Nazareno Maceratesi                             |
| Estudiantes La Plata – River Plate 1:4 Marcelo Fabián Romagnoli – Javier Saviola (2), Pablo Aimar, Juan Pablo Ángel |
| Boca Juniors – Chacarita Juniors 2:0 Guillermo Barros Schelotto (2)                                                 |
| San Lorenzo de Almagro – Talleres Córdoba 1:0 Bernardo Romeo                                                        |
| Independiente – Vélez Sarsfield 0:0                                                                                 |
| Lanús – Argentinos Juniors 2:0 Martín Raúl Vilallonga (2, 1 k)                                                      |
| CA Colón – Newell’s Old Boys 2:0 Hernán Díaz (2, 2 k)                                                               |
| Instituto Córdoba – Gimnasia y Esgrima La Plata 1:1 Pablo Rodolfo Corti – Facundo Sava                              |
| Belgrano Córdoba – Gimnasia y Esgrima Jujuy 1:0 Ariel Alfredo Montenegro                                            |

### Apertura 5
| Mecze: 3 września-6 września 1999 |
| --- |
| Argentinos Juniors – Boca Juniors 1:1 Sergio Orlando Plaza – Martín Palermo                                                                               |
| Gimnasia y Esgrima Jujuy – Independiente 1:4 Gustavo Alberto Balvorín – Alejandro González s, Esteban Cambiasso, Marcelo Saralegui, Claudio Fernando Graf |
| River Plate – Belgrano Córdoba 4:3 Javier Saviola (2), Juan Pablo Ángel (2) – Ariel Alfredo Montenegro (2), José Luis Villarreal                          |
| Vélez Sarsfield – Lanús 1:0 Esteban Santiago Buján |
| Chacarita Juniors – Ferro Carril Oeste 4:1 Fabio Hernán Schiavi (2, 2 k), Edgardo Darío Parisi, Silvio Carrario – Sergio Esteban Rodríguez                |
| Gimnasia y Esgrima La Plata – Rosario Central 1:2 Favio Damián Fernández – Maximiliano Pablo Cuberas, Ezequiel González                                   |
| Talleres Córdoba – Instituto Córdoba 2:2 Darío Alberto Gigena k, Rodrigo Daniel Astudillo – Raúl Horacio Maldonado (2, 1 k)                               |
| Unión Santa Fe – CA Colón 2:0 Lautaro Trullet, Andrés Silvera                                                                                             |
| Racing Club – San Lorenzo de Almagro 1:1 José Chatruc – Guillermo Franco                                                                                  |
| Newell’s Old Boys – Estudiantes La Plata 4:1 Fabricio Fuentes, Fernando Andrés Gamboa, Germán Real, Damián Manso – Ernesto Farías                         |

### Apertura 6
| Mecze: 10 września–13 września 1999                                                                                           |
| --- |
| San Lorenzo de Almagro – Chacarita Juniors 3:1 Leandro Romagnoli, Bernardo Romeo, Adrián Hernán González – Rubén Óscar Capria |
| Instituto Córdoba – Racing Club 0:1 Roberto Monserrat                                                                         |
| Boca Juniors – Ferro Carril Oeste 2:0 Diego Cagna, Martín Palermo                                                             |
| Argentinos Juniors – Vélez Sarsfield 0:2 José Luis Chilavert, Patricio Alejandro Camps                                        |
| Lanús – Gimnasia y Esgrima Jujuy 2:0 Diego Klimowicz, Martín Raúl Vilallonga k                                                |
| CA Colón – Gimnasia y Esgrima La Plata 1:1 José Sand – Diego Martín Alonso                                                    |
| Belgrano Córdoba – Newell’s Old Boys 0:0                                                                                      |
| Estudiantes La Plata – Unión Santa Fe 2:0 Ernesto Farías, Pablo Javier Quatrocchi k                                           |
| Independiente – River Plate 1:1 Bruno Marioni – Pablo Aimar                                                                   |
| Rosario Central – Talleres Córdoba 0:1 Rodrigo Daniel Astudillo                                                               |

### Apertura 7
| Mecze: 17 września–20 września 1999                                                                                             |
| --- |
| River Plate – Lanús 3:1 Juan Pablo Sorín, Pablo Aimar, Mario Yepes – Diego Klimowicz                                            |
| Newell’s Old Boys – Independiente 0:0                                                                                           |
| Chacarita Juniors – Instituto Córdoba 2:2 Edgardo Darío Parisi, Diego Raúl Capria – Lucas Roberto Rimoldi, Daniel Ángel Jiménez |
| Ferro Carril Oeste – San Lorenzo de Almagro 0:0                                                                                 |
| Unión Santa Fe – Belgrano Córdoba 1:3 Darío Gabriel Cabrol k – Josemir Lujambio (2), Gerardo Ariel Solana                       |
| Gimnasia y Esgrima La Plata – Estudiantes La Plata 0:0                                                                          |
| Talleres Córdoba – CA Colón 2:0 Silvio Suárez, Darío Alberto Gigena                                                             |
| Racing Club – Rosario Central 2:1 Javier Alejandro Lux, Marcelo Delgado – Iván Moreno y Fabianesi                               |
| Vélez Sarsfield – Boca Juniors 3:1 Cristian Bardaro (2), Federico Hernán Domínguez – Jorge Bermúdez                             |
| Gimnasia y Esgrima Jujuy – Argentinos Juniors 1:1 Mario Humberto Lobo – Eduardo Bennett                                         |

### Apertura 8
| Mecze: 24 września–27 września 1999 |
| --- |
| Boca Juniors – San Lorenzo de Almagro 0:0 |
| Argentinos Juniors – River Plate 2:0 Fernando Zagharián, Aldo Osorio                                                                                            |
| Estudiantes La Plata – Talleres Córdoba 4:2 Mauricio Hugo Piersimone, Ernesto Farías (2), Carlos Alberto Yaqué – Ricardo Adrián Silva, Rodrigo Daniel Astudillo |
| Instituto Córdoba – Ferro Carril Oeste 2:1 Fernando Eduardo Castro, Daniel Ángel Jiménez – Gastón Andrés Vales                                                  |
| Vélez Sarsfield – Gimnasia y Esgrima Jujuy 3:0 Darío Fernando Husaín, Cristian Bardaro (2)                                                                      |
| Rosario Central – Chacarita Juniors 3:2 Maximiliano Pablo Cuberas, Rafael Nazareno Maceratesi, Juan Antonio Pizzi – Fabio Hernán Schiavi, Rubén Óscar Capria    |
| Lanús – Newell’s Old Boys 2:1 Martín Raúl Vilallonga (2) – Fabricio Fuentes                                                                                     |
| Independiente – Unión Santa Fe 0:0 |
| CA Colón – Racing Club 0:1 Marcelo Delgado |
| Belgrano Córdoba – Gimnasia y Esgrima La Plata 2:2 Cristián Gabriel Carnero (2) – Leandro Cufré, Diego Martín Alonso                                            |

### Apertura 9
| Mecze: 1 października – 4 października 1999                                                                                             |
| --- |
| San Lorenzo de Almagro – Instituto Córdoba 2:0 Guillermo Franco, Lucas Andrés Pusineri                                                  |
| River Plate – Vélez Sarsfield 0:0 |
| Gimnasia y Esgrima La Plata – Independiente 2:0 Jorge Héctor San Esteban (2, 2 k)                                                       |
| Newell’s Old Boys – Argentinos Juniors 0:2 Fernando Andrés Gamboa s, Aldo Osorio                                                        |
| Ferro Carril Oeste – Rosario Central 0:4 Rafael Nazareno Maceratesi (2), Javier Iván Cappelletti, Juan Antonio Pizzi                    |
| Chacarita Juniors – CA Colón 4:2 Diego Raúl Capria (2), Silvio Carrario, Rubén Óscar Capria – Claudio Darío Biaggio, Claudio Enría      |
| Talleres Córdoba – Belgrano Córdoba 3:1 Cristian Miguel Pino, Darío Alberto Gigena, Rodrigo Daniel Astudillo – Ariel Alfredo Montenegro |
| Racing Club – Estudiantes La Plata 2:0 Osvaldo Francisco Canobbio, Carlos Maximiliano Estévez                                           |
| Gimnasia y Esgrima Jujuy – Boca Juniors 1:3 Daniel Alejandro Juárez – Guillermo Barros Schelotto, Martín Palermo (2)                    |
| Unión Santa Fe – Lanús 1:2 Daniel Eduardo Vega – Martín Raúl Vilallonga (2)                                                             |

### Apertura 10
| Mecze: 8 października – 11 października 1999                                                                     |
| --- |
| Rosario Central – San Lorenzo de Almagro 3:1 Juan Antonio Pizzi (2), Eduardo Nicolás Tuzzio s – Guillermo Franco |
| Boca Juniors – Instituto Córdoba 2:0 Martín Palermo (2)                                                          |
| Gimnasia y Esgrima Jujuy – River Plate 0:2 Javier Saviola, Juan Pablo Ángel                                      |
| Lanús – Gimnasia y Esgrima La Plata 2:2 Carlos Clotet, Martín Raúl Vilallonga – Diego Martín Alonso (2)          |
| Argentinos Juniors – Unión Santa Fe 0:1 Darío Gabriel Cabrol                                                     |
| Independiente – Talleres Córdoba 2:1 José Luis Calderón, Daniel Óscar Garnero – Rodrigo Daniel Astudillo         |
| Estudiantes La Plata – Chacarita Juniors 0:1 Víctor Javier Müller                                                |
| Vélez Sarsfield – Newell’s Old Boys 1:0 Cristian Bardaro                                                         |
| Belgrano Córdoba – Racing Club 2:0 Josemir Lujambio (2)                                                          |
| CA Colón – Ferro Carril Oeste 4:1 Claudio Darío Biaggio (3), Maximiliano Nicolás Velázquez s – Cristián Chaparro |

### Apertura 11
| Mecze: 15 października – 18 października 1999 |
| --- |
| River Plate – Boca Juniors 2:0 Pablo Aimar, Juan Pablo Ángel |
| Racing Club – Independiente 0:0 |
| Ferro Carril Oeste – Estudiantes La Plata 0:0 |
| Chacarita Juniors – Belgrano Córdoba 6:1 Víctor Javier Müller (3), Rubén Óscar Capria (2), Diego Raúl Capria – Cristián Gabriel Carnero k                             |
| Instituto Córdoba – Rosario Central przerwany po 35 sekundach, po tym, jak sędzia liniowy został uderzony mecz powtórzono 8 grudnia 1999                              |
| Gimnasia y Esgrima La Plata – Argentinos Juniors 1:1 Diego Martín Alonso – Aldo Osorio                                                                                |
| Talleres Córdoba – Lanús 3:0 Cristian Miguel Pino, Darío Alberto Gigena, Julián Edgardo Maidana                                                                       |
| San Lorenzo de Almagro – CA Colón 5:1 Raúl Enrique Estévez (2), Carlos Javier Netto, Bernardo Romeo (2) – Claudio Darío Biaggio                                       |
| Unión Santa Fe – Vélez Sarsfield 0:0 |
| Newell’s Old Boys – Gimnasia y Esgrima Jujuy 4:2 Sebastián Cejas k, Fabricio Fuentes, Damián Manso, Fernando Crosa – Miguel Jacinto Coronel, Pedro Alberto Guiberguis |
| 8 grudnia 1999 Instituto Córdoba – Rosario Central 1:2 Lucas Roberto Rimoldi – Juan Antonio Pizzi, Ezequiel González                                                  |

### Apertura 12
| Mecze: 29 października – 1 listopada 1999 |
| --- |
| River Plate – Newell’s Old Boys 2:0 Eduardo Germán Coudet, Pablo Aimar                                                                                   |
| Estudiantes La Plata – San Lorenzo de Almagro 3:2 Juan Ignacio Brown k, Ernesto Farías, Nelson Omar Agoglia – Bernardo Romeo, Marcelo Fabián Romagnoli s |
| Lanús – Racing Club 2:3 Diego Klimowicz, Jorge Soto – Osvaldo Francisco Canobbio (2), Marcelo Delgado k                                                  |
| Vélez Sarsfield – Gimnasia y Esgrima La Plata 1:1 José Luis Chilavert k – Fernando Nicolás Gatti                                                         |
| Argentinos Juniors – Talleres Córdoba 2:4 Eduardo Bennett (2) – José Luis Marzo (2), Julián Edgardo Maidana, Nicolás Oliva                               |
| CA Colón – Instituto Córdoba 1:1 Claudio Darío Biaggio – Fernando Eduardo Castro                                                                         |
| Belgrano Córdoba – Ferro Carril Oeste 1:1 Luis Ernesto Sosa – Nicolás Ascencio                                                                           |
| Independiente – Chacarita Juniors 1:0 Bruno Marioni k |
| Rosario Central – Boca Juniors 1:3 Rafael Nazareno Maceratesi – Martín Palermo, Gustavo Barros Schelotto, Alfredo Moreno                                 |
| Gimnasia y Esgrima Jujuy – Unión Santa Fe 1:3 Andrés Sebastián Romano – Andrés Silvera (2), Darío Gabriel Cabrol                                         |

### Apertura 13
| Mecze: 5 listopada – 8 listopada 1999 |
| --- |
| San Lorenzo de Almagro – Belgrano Córdoba 1:0 Bernardo Romeo |
| Boca Juniors – Newell’s Old Boys 2:1 Diego Cagna, Juan Román Riquelme – Diego Mateo Alustiza                                                                      |
| Chacarita Juniors – Lanús 2:0 Víctor Javier Müller, Rubén Óscar Capria                                                                                            |
| Rosario Central – CA Colón 1:0 Iván Moreno y Fabianesi |
| Gimnasia y Esgrima La Plata – Gimnasia y Esgrima Jujuy 2:0 Gustavo Enrique Dueña, Mariano Messera                                                                 |
| Instituto Córdoba – Estudiantes La Plata 2:2 Daniel Ángel Jiménez k, Christian Hernán Manfredi – Mauricio Hugo Piersimone, Ernesto Farías                         |
| Unión Santa Fe – River Plate 1:2 Darío Gabriel Cabrol – Juan Pablo Ángel, Javier Saviola                                                                          |
| Talleres Córdoba – Vélez Sarsfield 3:2 Darío Alberto Gigena k, Rodrigo Daniel Astudillo, Gustavo Alejandro Lillo – Christian Bassedas, Patricio Alejandro Camps   |
| Racing Club – Argentinos Juniors 3:3 Claudio Fernando Úbeda k, Sixto Peralta, Carlos Maximiliano Estévez – Rolando Schiavi, Sergio Orlando Plaza, Eduardo Bennett |
| Ferro Carril Oeste – Independiente 0:2 Francisco Gabriel Guerrero, José Luis Calderón                                                                             |

### Apertura 14
| Mecze: 12 listopada – 15 listopada 1999 |
| --- |
| Vélez Sarsfield – Racing Club 2:1 Cristian Bardaro, Guillermo Carlos Morigi – Carlos Maximiliano Estévez                                   |
| CA Colón – Boca Juniors 1:2 Claudio Enría – Martín Palermo, Christian Giménez                                                              |
| River Plate – Gimnasia y Esgrima La Plata 2:0 Javier Saviola (2)                                                                           |
| Argentinos Juniors – Chacarita Juniors 0:2 Alex Gustavo Rodríguez, Fabio Hernán Schiavi k                                                  |
| Gimnasia y Esgrima Jujuy – Talleres Córdoba 1:4 Carlos Enrique Garnier – Cristian Miguel Pino (2), Nicolás Oliva, Rodrigo Daniel Astudillo |
| Newell’s Old Boys – Unión Santa Fe 1:1 Juan Pablo Vojvoda – Darío Gabriel Cabrol                                                           |
| Estudiantes La Plata – Rosario Centralentral 1:2 Ernesto Farías – Maximiliano Pablo Cuberas, Rafael Nazareno Maceratesi                    |
| Belgrano Córdoba – Instituto Córdoba 4:1 Josemir Lujambio (3), Hernán Esteban Medina – Daniel Ángel Jiménez k                              |
| Independiente – San Lorenzo de Almagro 0:3 Iván Córdoba k, Julio Maximiliano Bevacqua, Lucio Filomeno                                      |
| Lanús – Ferro Carril Oeste 0:2 Cristián Chaparro, Sergio Héctor Comba                                                                      |

### Apertura 15
| Mecze: 20 listopada – 22 listopada 1999 |
| --- |
| Boca Juniors – Unión Santa Fe 2:0 Walter Samuel, Guillermo Barros Schelotto k |
| Talleres Córdoba – River Plate 1:4 Darío Alberto Gigena – Pablo Aimar, Javier Saviola, Guillermo Ariel Pereyra (2)                                                                                |
| Racing Club – Gimnasia y Esgrima Jujuy 1:0 Roberto Monserrat |
| Gimnasia y Esgrima La Plata – Newell’s Old Boys 3:1 Diego Martín Alonso (2), Jorge Héctor San Esteban – Germán Real                                                                               |
| Rosario Central – Belgrano Córdoba 2:0 Juan Antonio Pizzi (2) |
| CA Colón – Estudiantes La Plata 1:0 Claudio Enría |
| Ferro Carril Oeste – Argentinos Juniors 0:0 |
| Instituto Córdoba – Independiente 2:1 Daniel Ángel Jiménez, Hernán Leonel Buján – Óscar Sánchez k                                                                                                 |
| Chacarita Juniors – Vélez Sarsfield 1:1 Luciano Andrés Ábalos – José Luis Chilavert przerwany w 22 minucie z powodu incydentów dokończony 24 lutego 2000                                          |
| San Lorenzo de Almagro – Lanús 0:1 Diego Klimowicz |
| 24 lutego 2000 Chacarita Juniors – Vélez Sarsfield 2:2 Luciano Andrés Ábalos, Edgardo Darío Parisi – José Luis Chilavert, Patricio Alejandro Camps dokończono pozostałe 68 minut z listopada 1999 |

### Apertura 16
| Mecze: 27 listopada – 29 listopada 1999 |
| --- |
| River Plate – Racing Club 1:0 Marcelo Escudero |
| Argentinos Juniors – San Lorenzo de Almagro 0:0 |
| Vélez Sarsfield – Ferro Carril Oeste 6:1 José Luis Chilavert (3, 3 k), Mauro Iván Óbolo (2), César Augusto Ramírez – Nicolás Sartori                                                           |
| Gimnasia y Esgrima Jujuy – Chacarita Juniors 4:3 Mario Humberto Lobo, Carlos Enrique Garnier, Daniel Alejandro Juárez k, Marcelo Hugo Herrera – Alex Gustavo Rodríguez (2), Rubén Óscar Capria |
| Newell’s Old Boys – Talleres Córdoba 3:1 Germán Real, Sebastián Cejas k, Claudio Martín París – Nicolás Oliva                                                                                  |
| Unión Santa Fe – Gimnasia y Esgrima La Plata 3:3 Daniel Eduardo Vega, Cristián Eduardo Domizi, Daniel Noriega – Fernando Nicolás Gatti (2), Facundo Sava                                       |
| Lanús – Instituto Córdoba 3:1 Jorge Soto (2), Diego Klimowicz – Daniel Ángel Jiménez |
| Estudiantes La Plata – Boca Juniors 2:2 Ernesto Farías, Jorge Bermúdez s – Antonio Daniel Barijho, Jorge Bermúdez                                                                              |
| Independiente – Rosario Central 0:1 Ezequiel González |
| Belgrano Córdoba – CA Colón 2:0 Luis Ernesto Sosa, Ariel Alfredo Montenegro |

### Apertura 17
| Mecze: 3 grudnia – 6 grudnia 1999 |
| --- |
| Chacarita Juniors – River Plate 4:4 Ariel Javier Rosada, Fabio Hernán Schiavi k, Roberto Luis Trotta s, Víctor Javier Müller – Pablo Aimar, Juan Pablo Ángel, Diego Placente, Víctor Eduardo Zapata |
| Boca Juniors – Gimnasia y Esgrima La Plata 1:0 Antonio Daniel Barijho |
| Racing Club – Newell’s Old Boys 1:1 Fabricio Fuentes s – Germán Real |
| Talleres Córdoba – Unión Santa Fe 2:3 José Luis Marzo, Claudio Damián Pronetto – Martín Darío Zapata, Darío Gabriel Cabrol k, Cristián Eduardo Domizi                                               |
| Instituto Córdoba – Argentinos Juniors 0:0 |
| San Lorenzo de Almagro – Vélez Sarsfield 2:0 Walter Erviti, Lucio Filomeno |
| Rosario Central – Lanús 2:1 Rafael Nazareno Maceratesi, Juan Antonio Pizzi – Martín Raúl Vilallonga                                                                                                 |
| CA Colón – Independiente 1:2 Pablo Javier Morant – Claudio Fernando Graf, Rubén Gastón Galván |
| Ferro Carril Oeste – Gimnasia y Esgrima Jujuy 2:2 Nicolás Sartori, Sergio Esteban Rodríguez – Mario Humberto Lobo (2)                                                                               |
| Estudiantes La Plata – Belgrano Córdoba 5:2 Nelson Omar Agoglia (2), Juan Ignacio Brown k, Mauricio Hugo Piersimone, Ernesto Farías – Luis Ernesto Sosa, Sebastián María Jarast                     |

### Apertura 18
| Mecze: 10 grudnia–13 grudnia 1999 |
| --- |
| River Plate – Ferro Carril Oeste 4:1 Javier Saviola (2, 1 k), Juan Pablo Ángel (2) – Nicolás Ascencio |
| Belgrano Córdoba – Boca Juniors 1:5 Josemir Lujambio – Antonio Daniel Barijho (2), Rodolfo Arruabarrena, Guillermo Barros Schelotto k, Juan Román Riquelme                                                                       |
| Argentinos Juniors – Rosario Central 1:2 Aldo Osorio – Fernando Javier Pierucci (2) |
| Gimnasia y Esgrima Jujuy – San Lorenzo de Almagro 0:0 |
| Vélez Sarsfield – Instituto Córdoba 0:1 Daniel Ángel Jiménez |
| Gimnasia y Esgrima La Plata – Talleres Córdoba 4:5 Mariano Messera (2), Facundo Sava, Diego Martín Alonso k – Gabriel Fernando Roth, Manuel Santos Aguilar, Ricardo Adrián Silva, David Ignacio Díaz, Rodrigo Daniel Astudillo k |
| Lanús – CA Colón 0:1 Claudio Darío Biaggio |
| Independiente – Estudiantes La Plata 0:0 |
| Unión Santa Fe – Racing Club 3:3 Jose María Paz, Cristián Eduardo Domizi, Miguel Alberto Barreto – Sixto Peralta, Sergio Zanetti, Adrián Jesús Bastía                                                                            |
| Newell’s Old Boys – Chacarita Juniors 4:1 Diego Jesús Quintana (2), Sebastián Cejas k, Juan Pablo Vojvoda – Víctor Javier Müller                                                                                                 |

### Apertura 19
| Mecze: 17 grudnia–20 grudnia 1999 |
| --- |
| San Lorenzo de Almagro – River Plate 2:2 Bernardo Romeo (2, 1 k) – Guillermo Ariel Pereyra, Javier Saviola k                                                                                       |
| Boca Juniors – Talleres Córdoba 0:0 |
| Rosario Central – Vélez Sarsfield 1:0 Maximiliano Pablo Cuberas |
| Estudiantes La Plata – Lanús 3:2 Pablo Javier Quatrocchi, Ernesto Farías, Marcelo Fabián Romagnoli – Mariano Antonio Fernández, Diego Klimowicz                                                    |
| CA Colón – Argentinos Juniors 1:2 Julio César Toresani – Aldo Osorio, Jorge Elio Cervera |
| Racing Club – Gimnasia y Esgrima La Plata 3:1 Marcelo Delgado (2), Gastón Ricardo Liendo – Leandro Cufré k                                                                                         |
| Ferro Carril Oeste – Newell’s Old Boys 2:4 Fernando Andrés Gamboa s, Sergio Esteban Rodríguez – Fernando Andrés Gamboa, Germán Real (2), Sebastián Pablo Cobelli                                   |
| Belgrano Córdoba – Independiente 2:3 Ariel Alfredo Montenegro (2, 1 k) – Claudio Fernando Graf, Sebastián Diego Pena, Diego Forlán mecz przerwany w 81 minucie z powodu incydentów wynik zachowano |
| Chacarita Juniors – Unión Santa Fe 1:1 Rubén Óscar Capria – Cristián Eduardo Domizi |
| Instituto Córdoba – Gimnasia y Esgrima Jujuy 3:1 Pablo Rodolfo Corti (3) – Daniel Alejandro Juárez                                                                                                 |

### Tabela końcowa Apertura 1999/2000
| Poz | Klub                         | Mecze | Zw | Rem | Por | Pkt | BrZd | BrStr |
| --- | ---------------------------- | ----- | -- | --- | --- | --- | ---- | ----- |
| 1   | River Plate                  | 19    | 13 | 5   | 1   | 44  | 45   | 21    |
| 2   | Rosario Central              | 19    | 14 | 1   | 4   | 43  | 34   | 18    |
| 3   | Boca Juniors                 | 19    | 12 | 5   | 2   | 41  | 36   | 15    |
| 4   | San Lorenzo de Almagro       | 19    | 10 | 6   | 3   | 33* | 30   | 15    |
| 5   | Talleres Córdoba             | 19    | 9  | 4   | 6   | 31  | 38   | 31    |
| 6   | Racing Club de Avellaneda    | 19    | 7  | 9   | 3   | 30  | 27   | 22    |
| 7   | Vélez Sarsfield Buenos Aires | 19    | 8  | 6   | 5   | 27* | 28   | 17    |
| 8   | Chacarita Juniors            | 19    | 6  | 7   | 6   | 25  | 38   | 33    |
| 9   | CA Independiente             | 19    | 6  | 7   | 6   | 25  | 19   | 21    |
| 10  | Estudiantes La Plata         | 19    | 6  | 5   | 8   | 23  | 29   | 33    |
| 11  | CA Lanús                     | 19    | 7  | 2   | 10  | 23  | 23   | 30    |
| 12  | Gimnasia y Esgrima La Plata  | 19    | 4  | 9   | 6   | 21  | 28   | 28    |
| 13  | Newell’s Old Boys            | 19    | 5  | 6   | 8   | 21  | 27   | 27    |
| 14  | Argentinos Juniors           | 19    | 4  | 9   | 6   | 21  | 20   | 22    |
| 15  | Unión Santa Fe               | 19    | 5  | 6   | 8   | 21  | 24   | 30    |
| 16  | Instituto Córdoba            | 19    | 5  | 7   | 7   | 19* | 23   | 30    |
| 17  | CA Colón                     | 19    | 5  | 4   | 10  | 19  | 20   | 28    |
| 18  | Belgrano Córdoba             | 19    | 5  | 5   | 9   | 17* | 25   | 37    |
| 19  | Gimnasia y Esgrima Jujuy     | 19    | 2  | 3   | 14  | 9   | 17   | 43    |
| 20  | Ferro Carril Oeste           | 19    | 1  | 6   | 12  | 9   | 14   | 44    |

- 3 punkty odjęte San Lorenzo de Almagro z powodu incydentów w kolejce 19
- 3 punkty odjęte Vélez Sarsfield Buenos Aires z powodu incydentów w kolejce 15
- 3 punkty odjęte Instituto Córdoba z powodu incydentów w kolejce 11
- 3 punkty odjęte Belgrano Córdoba z powodu incydentów w kolejce 19

### Tablica spadkowa na koniec turnieju Apertura 1999/2000
Tabela ma jedynie charakter orientacyjny. Dopiero stan tej tabeli na koniec turnieju Clausura zadecyduje, które z zespołów spadną do drugiej ligi, a które zagrają o utrzymanie się w lidze w barażach. Można z tej tabeli odczytać, które z drużyn przed turniejem Clausura były szczególnie zagrożone spadkiem.
| Poz | Klub                         | 1887/98 pkt/m | 1998/99 pkt/m | 1999/00 pkt/m | Razem pkt/mecze | Średnia |
| --- | ---------------------------- | ------------- | ------------- | ------------- | --------------- | ------- |
| 1   | Boca Juniors                 | 73/38         | 89/38         | 41/19         | 203/95          | 2.1368  |
| 2   | River Plate                  | 74/38         | 59/38         | 44/19         | 177/95          | 1.8632  |
| 3   | San Lorenzo de Almagro       | 62/38         | 61/38         | 33/19         | 156/95          | 1.6421  |
| 4   | Rosario Central              | 57/38         | 57/38         | 43/19         | 157/95          | 1.6526  |
| 5   | Gimnasia y Esgrima La Plata  | 69/38         | 62/38         | 21/19         | 152/95          | 1.6000  |
| 6   | Vélez Sarsfield Buenos Aires | 78/38         | 46/38         | 27/19         | 151/95          | 1.5895  |
| 7   | CA Lanús                     | 65/38         | 50/38         | 23/19         | 138/95          | 1.4526  |
| 8   | CA Independiente             | 56/38         | 51/38         | 25/19         | 132/95          | 1.3895  |
| 9   | Argentinos Juniors           | 57/38         | 49/38         | 21/19         | 127/95          | 1.3368  |
| 10  | Racing Club de Avellaneda    | 41/38         | 55/38         | 30/19         | 126/95          | 1.3263  |
| 11  | Chacarita Juniors            | 0/0           | 0/0           | 25/19         | 25/19           | 1.3158  |
| 12  | Talleres Córdoba             | 0/0           | 44/38         | 31/19         | 75/57           | 1.3158  |
| 13  | Estudiantes La Plata         | 49/38         | 45/38         | 21/19         | 115/95          | 1.2105  |
| 14  | Newell’s Old Boys            | 42/38         | 52/38         | 21/19         | 115/95          | 1.2105  |
| 15  | Gimnasia y Esgrima Jujuy     | 52/38         | 47/38         | 9/19          | 108/95          | 1.1368  |
| 16  | Unión Santa Fe               | 33/38         | 54/38         | 21/19         | 108/95          | 1.1368  |
| 17  | CA Colón                     | 38/38         | 49/38         | 19/19         | 106/95          | 1.1158  |
| 18  | Belgrano Córdoba             | 0/0           | 44/38         | 17/19         | 61/57           | 1.0702  |
| 19  | Instituto Córdoba            | 0/0           | 0/0           | 19/19         | 19/19           | 1.0000  |
| 20  | Ferro Carril Oeste           | 49/38         | 35/38         | 9/19          | 93/95           | 0.9789  |

## Torneo Clausura 1999/2000

### Clausura 1
| Mecze: 11 lutego – 14 lutego 2000 |
| --- |
| Belgrano Córdoba – Lanús 2:4 José Luis Villarreal, Javier Alejandro Villarreal – Cristian Osvaldo Álvarez, Arley Betancourt, Diego Klimowicz (2)         |
| Racing Club – Talleres Córdoba 3:1 Carlos Maximiliano Estévez (2), Carlos Daniel Cordone – Rodrigo Daniel Astudillo                                      |
| Instituto Córdoba – River Plate 1:2 Daniel Ángel Jiménez k – Damián Álvarez (2)                                                                          |
| Estudiantes La Plata – Argentinos Juniors 1:1 Juan Ignacio Brown – Rolando Schiavi                                                                       |
| Independiente – Boca Juniors 1:3 Jorge Daniel Martínez – Jorge Bermúdez, Antonio Daniel Barijho, Rodolfo Arruabarrena                                    |
| San Lorenzo de Almagro – Newell’s Old Boys 1:0 Ariel Maximiliano López                                                                                   |
| CA Colón – Vélez Sarsfield 1:0 Esteban Óscar Fuertes |
| Chacarita Juniors – Gimnasia y Esgrima La Plata 1:2 Mauricio Aníbal Risso – Diego Martín Alonso, Pablo Andrés Sánchez                                    |
| Rosario Central. – Gimnasia y Esgrima Jujuy 2:0 Germán Ezequiel Rivarola, Marco Sandy s                                                                  |
| Ferro Carril Oeste – Unión Santa Fe 2:3 Nicolás Hernández, Sergio Esteban Rodríguez – Cristián Eduardo Domizi, Edgardo Fabián Prátola, Nicolás Sartori s |

### Clausura 2
| Mecze: 18 lutego–21 lutego 2000                                                                                 |
| --- |
| Talleres Córdoba – Chacarita Juniors 1:0 Darío Alberto Gigena                                                   |
| Gimnasia y Esgrima La Plata – Ferro Carril Oeste 2:0 Guillermo Sanguinetti, Pablo Andrés Sánchez                |
| Unión Santa Fe – San Lorenzo de Almagro 0:1 Ariel Maximiliano López                                             |
| Newell’s Old Boys – Instituto Córdoba 4:0 Germán Real (3), Damián Manso                                         |
| Racing Club – Boca Juniors 1:1 Carlos Maximiliano Estévez – Guillermo Barros Schelotto k                        |
| River Plate – Rosario Central 1:1 Juan Pablo Ángel – Javier Ignacio García                                      |
| Gimnasia y Esgrima Jujuy – CA Colón 0:2 Claudio Enría, Esteban Óscar Fuertes                                    |
| Vélez Sarsfield – Estudiantes La Plata 3:0 Darío Fernando Husaín, Jorge Sebastián Baratteri s, Cristian Bardaro |
| Argentinos Juniors – Belgrano Córdoba 0:2 Cristián Gabriel Carnero, Hernán Esteban Medina                       |
| Lanús – Independiente 1:2 Julián Kmet – Claudio Fernando Graf (2)                                               |

### Clausura 3
| Mecze: 25 lutego – 28 lutego 2000 |
| --- |
| Boca Juniors – Lanús 1:1 Alfredo Moreno – Martín Raúl Vilallonga                                                                                            |
| Independiente – Argentinos Juniors 8:1 Gabriel Milito, Daniel Montenegro (3), Bruno Marioni (2), Ariel Alfredo Montenegro, Diego Forlán – Rolando Schiavi k |
| Belgrano Córdoba – Vélez Sarsfield 2:3 Leonardo Torres, Hernán Esteban Medina k – José Luis Chilavert, Patricio Alejandro Camps, Guillermo Carlos Morigi    |
| Estudiantes La Plata – Gimnasia y Esgrima Jujuy 5:1 Mauricio Hugo Piersimone (3), Ernesto Farías (2)- Pedro Domingo Aguírrez                                |
| CA Colón – River Plate 1:4 Javier Delgado – Martín Cardetti (2), Juan Pablo Ángel, Damián Álvarez                                                           |
| Rosario Central – Newell’s Old Boys 1:1 Juan Antonio Pizzi – Fabricio Fuentes                                                                               |
| Instituto Córdoba – Unión Santa Fe 1:1 Daniel Ángel Jiménez – Daniel Tilger                                                                                 |
| San Lorenzo de Almagro – Gimnasia y Esgrima La Plata 1:1 Ariel Maximiliano López – Mariano Messera                                                          |
| Ferro Carril Oeste – Talleres Córdoba 0:3 José Luis Marzo (2, 1 k), Julián Edgardo Maidana                                                                  |
| Chacarita Juniors – Racing Club 1:1 Diego Alejandro Rivero – Sixto Peralta                                                                                  |

### Clausura 4
| Mecze: 3 marca – 6 marca 2000 |
| --- |
| Racing Club – Ferro Carril Oeste 0:2 Nicolás Hernández, Nicolás Ascencio                                                                                 |
| Talleres Córdoba – San Lorenzo de Almagro 1:2 Darío Alberto Gigena – Bernardo Romeo (2)                                                                  |
| Gimnasia y Esgrima La Plata – Instituto Córdoba 1:0 Facundo Sava                                                                                         |
| Chacarita Juniors – Boca Juniors 0:4 Walter Samuel, Alfredo Moreno (3)                                                                                   |
| Unión Santa Fe – Rosario Central 0:0 |
| Newell’s Old Boys – CA Colón 3:3 Pablo Horacio Guiñazú, Germán Real, Diego Mateo Alustiza – Javier Delgado, Claudio Darío Biaggio, Diego Castagno Suárez |
| River Plate – Estudiantes La Plata 2:2 Javier Saviola, Damián Álvarez – Juan Ignacio Brown k, Ernesto Farías                                             |
| Gimnasia y Esgrima Jujuy – Belgrano Córdoba 1:1 Andrés Sebastián Romano – Hernán Esteban Medina                                                          |
| Vélez Sarsfield – Independiente 0:0 |
| Argentinos Juniors – Lanús 0:1 Diego Klimowicz |

### Clausura 5
| Mecze: 10 marca – 13 marca 2000 |
| --- |
| Ferro Carril Oeste – Chacarita Juniors 1:0 Cristián Chaparro |
| Boca Juniors – Argentinos Juniors 1:0 Alfredo Moreno |
| Lanús – Vélez Sarsfield mecz przerwany w 13 sekundzie, gdy bramkarz gości José Luis Chilavert został trafiony w głowę mecz powtórzono 20 kwietnia 2000                                     |
| Independiente – Gimnasia y Esgrima Jujuy 4:2 Ariel Alfredo Montenegro, Bruno Marioni (2), Claudio Fernando Graf – David Bisconti, Alejandro González                                       |
| Belgrano Córdoba – River Plate 0:1 Martín Cardetti |
| Estudiantes La Plata – Newell’s Old Boys 1:3 Ernesto Farías – Diego Jesús Quintana (2), Damián Manso                                                                                       |
| CA Colón – Unión Santa Fe 4:0 Esteban Óscar Fuertes k, Claudio Enría, Javier Delgado (2)                                                                                                   |
| Rosario Central. – Gimnasia y Esgrima La Plata 4:2 Maximiliano Pablo Cuberas, Juan Antonio Pizzi, Rafael Nazareno Maceratesi, Ezequiel González – Facundo Sava, Jorge Héctor San Esteban k |
| Instituto Córdoba – Talleres Córdoba 2:0 Daniel Ángel Jiménez, Claudio Romualdo Sarría |
| San Lorenzo de Almagro – Racing Club 1:0 Guillermo Franco |
| 20 kwietnia 2000 Lanús – Vélez Sarsfield 0:2 Patricio Alejandro Camps, Lucas Castromán |

### Clausura 6
| Mecze: 17 marca – 20 marca 2000 |
| --- |
| Racing Club – Instituto Córdoba 1:2 Carlos Daniel Cordone – Hernán Leonel Buján, Mauro Javier Amato |
| Vélez Sarsfield – Argentinos Juniors 3:3 Diego Hernán de la Vega s, Guillermo Carlos Morigi, Patricio Alejandro Camps – Rolando Schiavi (2), Gustavo Sandoval                                                 |
| Gimnasia y Esgrima Jujuy – Lanús 1:1 David Bisconti – Paulo da Silva |
| Chacarita Juniors – San Lorenzo de Almagro 0:0 |
| Ferro Carril Oeste – Boca Juniors 0:4 Juan Román Riquelme, Alfredo Moreno, Julio Javier Marchant, Ariel Alejandro Groothuis s                                                                                 |
| Talleres Córdoba – Rosario Central 3:1 Ricardo Adrián Silva, Gabriel Fernando Roth, Eduardo Alberto Escobar – Juan Antonio Pizzi k                                                                            |
| Gimnasia y Esgrima La Plata – CA Colón 6:6 Facundo Sava (4), Pablo Andrés Sánchez, Jorge Héctor San Esteban k – Esteban Óscar Fuertes (3, 1 k), Esteban Andrés Valencia, Leandro Cufré s, Pablo Javier Morant |
| Newell’s Old Boys – Belgrano Córdoba 0:1 Cristián Gabriel Carnero |
| River Plate – Independiente 2:0 Roberto Luis Trotta k, Javier Saviola |
| Unión Santa Fe – Estudiantes La Plata 2:1 Waldir Alejandro Sáenz, Daniel Tilger – Carlos Casartelli |

### Clausura 7
| Mecze: 31 marca – 3 kwietnia 2000                                                                                      |
| --- |
| San Lorenzo de Almagro – Ferro Carril Oeste 4:0 Ariel Maximiliano López (2), Bernardo Romeo, Lucas Andrés Pusineri     |
| Rosario Central – Racing Club 1:1 Rafael Nazareno Maceratesi – Carlos Daniel Cordone                                   |
| Argentinos Juniors – Gimnasia y Esgrima Jujuy 1:0 Jorge Elio Cervera                                                   |
| Lanús – River Plate 1:1 Luis Francisco Zubeldía – Juan Pablo Ángel                                                     |
| Estudiantes La Plata – Gimnasia y Esgrima La Plata 1:2 Marcelo Fabián Romagnoli k – Facundo Sava, Diego Martín Alonso  |
| Independiente – Newell’s Old Boys 1:2 Bruno Marioni k – Diego Jesús Quintana, Damián Manso                             |
| Belgrano Córdoba – Unión Santa Fe 3:1 Josemir Lujambio, Leonardo Torres (2) – Jose María Paz                           |
| CA Colón – Talleres Córdoba 0:1 José Luis Marzo                                                                        |
| Boca Juniors – Vélez Sarsfield 0:0                                                                                     |
| Instituto Córdoba – Chacarita Juniors 1:3 Daniel Ángel Jiménez k – Hernán Pagés, Luciano Andrés Ábalos, Edgardo Boujón |

### Clausura 8
| Mecze: 7 kwietnia – 9 kwietnia 2000                                                                                                 |
| --- |
| Newell’s Old Boys – Lanús 3:2 Sebastián Cejas k, Germán Real, Lucas Bernardi – Diego Klimowicz, Mariano Antonio Fernández           |
| Gimnasia y Esgrima Jujuy – Vélez Sarsfield 1:3 Mario Humberto Lobo – Darío Fernando Husaín (2), Christian Bassedas                  |
| Ferro Carril Oeste – Instituto Córdoba 1:1 Sergio Esteban Rodríguez – Daniel Ángel Jiménez                                          |
| San Lorenzo de Almagro – Boca Juniors 0:1 Juan Román Riquelme                                                                       |
| Racing Club – CA Colón 1:3 Diego Milito – Esteban Óscar Fuertes k, Javier Delgado, Claudio Darío Biaggio                            |
| Talleres Córdoba – Estudiantes La Plata 1:1 Claudio Damián Pronetto – Ernesto Farías                                                |
| Gimnasia y Esgrima La Plata – Belgrano Córdoba 1:3 Diego Martín Alonso – Josemir Lujambio (3)                                       |
| Unión Santa Fe – Independiente 3:1 Cristián Eduardo Domizi, Daniel Tilger, Cristián Basualdo – Diego Forlán                         |
| 22 kwietnia 2000 River Plate – Argentinos Juniors 2:2 Roberto Luis Trotta k, Leonel Fernando Gancedo – Aldo Osorio, Rolando Schiavi |
| 22 kwietnia 2000 Chacarita Juniors – Rosario Central 1:0 Fabio Hernán Schiavi k                                                     |

### Clausura 9
| Mecze: 11 kwietnia – 12 kwietnia 2000 |
| --- |
| Independiente – Gimnasia y Esgrima La Plata 2:0 Diego Forlán, Rubén Gastón Galván                                                             |
| Argentinos Juniors – Newell’s Old Boys 1:4 Ceferino Denis – Fabricio Fuentes, Fernando Crosa, Claudio Martín París, Rubén Darío Gigena        |
| Instituto Córdoba – San Lorenzo de Almagro 1:0 Mauro Javier Amato                                                                             |
| Vélez Sarsfield – River Plate 2:3 Roberto Luis Trotta s, Mauro Iván Óbolo – Martín Cardetti, Roberto Luis Trotta k, Javier Saviola            |
| Estudiantes La Plata – Racing Club 2:2 Nelson Omar Agoglia, Carlos Casartelli – Sixto Peralta, Javier Alejandro Lux                           |
| Belgrano Córdoba – Talleres Córdoba 0:0 |
| Rosario Central. – Ferro Carril Oeste 4:2 Juan Antonio Pizzi (3, 1 k), Ariel Alejandro Groothuis s – Nicolás Hernández, Ariel Osvaldo Rocha k |
| Lanús – Unión Santa Fe 5:2 Diego Klimowicz, Arley Betancourt, Martín Raúl Vilallonga (3, 2 k) – Cristián Eduardo Domizi, Martín Darío Zapata  |
| CA Colón – Chacarita Juniors 1:0 Claudio Enría                                                                                                |
| 22 kwietnia 2000 Boca Juniors – Gimnasia y Esgrima Jujuy 0:1 Andrés Sebastián Romano                                                          |

### Clausura 10
| Mecze: 14 kwietnia – 17 kwietnia 2000                                                                                        |
| --- |
| Racing Club – Belgrano Córdoba 0:0                                                                                           |
| Talleres Córdoba – Independiente 0:4 Bruno Marioni (2, 1 k), Esteban Cambiasso, Diego Forlán                                 |
| Gimnasia y Esgrima La Plata – Lanús 2:1 Jorge Héctor San Esteban k, Facundo Sava – Mariano Antonio Fernández                 |
| Newell’s Old Boys – Vélez Sarsfield 1:1 Lucas Bernardi – Lucas Castromán                                                     |
| Instituto Córdoba – Boca Juniors 2:2 Carlos Alberto Marczuk, Mauro Javier Amato – Marcelo Delgado (2)                        |
| Chacarita Juniors – Estudiantes La Plata 3:1 Fabio Hernán Schiavi, Silvio Carrario, Ariel Sebastián Carreño – Ernesto Farías |
| Unión Santa Fe – Argentinos Juniors 2:1 Darío Gabriel Cabrol, Andrés Silvera – Fernando Zagharián                            |
| San Lorenzo de Almagro – Rosario Central 1:0 Walter Erviti                                                                   |
| River Plate – Gimnasia y Esgrima Jujuy 2:0 Eduardo Germán Coudet, Leonel Fernando Gancedo                                    |
| Ferro Carril Oeste – CA Colón 0:2 Esteban Óscar Fuertes (2)                                                                  |

### Clausura 11
| Mecze: 12 maja – 15 maja 2000 |
| --- |
| Vélez Sarsfield – Unión Santa Fe 0:2 Darío Gabriel Cabrol, Andrés Silvera                                                                         |
| CA Colón – San Lorenzo de Almagro 2:1 Esteban Óscar Fuertes k, Claudio Darío Biaggio – Guillermo Franco                                           |
| Belgrano Córdoba – Chacarita Juniors 3:3 Josemir Lujambio, Leonardo Torres (2) – Alex Gustavo Rodríguez, Fabio Hernán Schiavi, Rubén Óscar Capria |
| Estudiantes La Plata – Ferro Carril Oeste 2:0 Ernesto Farías, Carlos Casartelli k                                                                 |
| Rosario Central – Instituto Córdoba 3:3 Ezequiel González, Diego Latorre (2) – Óscar Darío Alaniz, Daniel Ángel Jiménez k, Mauro Javier Amato     |
| Gimnasia y Esgrima Jujuy – Newell’s Old Boys 3:0 Carlos Enrique Garnier, Roberto Cartes, Miguel Jacinto Coronel                                   |
| Independiente – Racing Club 2:1 Bruno Marioni, Esteban Cambiasso – Roberto Monserrat                                                              |
| Lanús – Talleres Córdoba 0:0 |
| Boca Juniors – River Plate 1:1 Guillermo Barros Schelotto – Nelson Cuevas                                                                         |
| Argentinos Juniors – Gimnasia y Esgrima La Plata 3:2 Aldo Osorio (2), Fernando Zagharián – Diego Martín Alonso (2)                                |

### Clausura 12
| Mecze: 19 maja – 22 maja 2000 |
| --- |
| San Lorenzo de Almagro – Estudiantes La Plata 3:0 Bernardo Romeo (2), Juan Ignacio Brown s                                                       |
| Newell’s Old Boys – River Plate 2:4 Claudio Martín París, Damián Manso – Mario Yepes, Martín Cardetti, Pablo Aimar, Nelson Cuevas                |
| Racing Club – Lanús 0:3 Martín Raúl Vilallonga (2), Diego Klimowicz                                                                              |
| Talleres Córdoba – Argentinos Juniors 0:0 |
| Gimnasia y Esgrima La Plata – Vélez Sarsfield 1:1 Diego Martín Alonso – Mauro Iván Óbolo                                                         |
| Unión Santa Fe – Gimnasia y Esgrima Jujuy 2:0 Daniel Tilger, Edgardo Fabián Prátola                                                              |
| Instituto Córdoba – CA Colón 3:2 Daniel Ángel Jiménez (2), Claudio Romualdo Sarría – Esteban Óscar Fuertes k, Luis Adrián Medero                 |
| Chacarita Juniors – Independiente 2:2 Serafín Fabricio García, Silvio Carrario – Bruno Marioni, Víctor Manuel López                              |
| Boca Juniors – Rosario Central 2:0 Fernando Rodolfo Navas, Antonio Daniel Barijho                                                                |
| Ferro Carril Oeste – Belgrano Córdoba 1:5 Cristián Chaparro – Josemir Lujambio (2), Leonardo Torres, Hernán Esteban Medina, Gerardo Ariel Solana |

### Clausura 13
| Mecze: 26 maja – 29 maja 2000 |
| --- |
| Independiente – Ferro Carril Oeste 2:0 Esteban Cambiasso, Claudio Fernando Graf                                                         |
| Newell’s Old Boys – Boca Juniors mecz przerwany w 16 minucie z powodu petard dymnych rzuconych na boisko mecz dokończono 3 czerwca 2000 |
| Lanús – Chacarita Juniors 3:0 Lucas Ramón Alessandria, Julián Kmet, Diego Klimowicz                                                     |
| Belgrano Córdoba – San Lorenzo de Almagro 1:2 Luis Fernando – Guillermo Franco, Bernardo Romeo                                          |
| CA Colón – Rosario Central 0:2 Rafael Nazareno Maceratesi, Iván Moreno y Fabianesi                                                      |
| Gimnasia y Esgrima Jujuy – Gimnasia y Esgrima La Plata 0:1 Diego Martín Alonso                                                          |
| Vélez Sarsfield – Talleres Córdoba 0:0                                                                                                  |
| Argentinos Juniors – Racing Club 2:1 Fernando Zagharián, Aldo Osorio – Gastón Ricardo Liendo                                            |
| River Plate – Unión Santa Fe 1:2 Víctor Eduardo Zapata – Juan José Jayo, Darío Gabriel Cabrol                                           |
| Estudiantes La Plata – Instituto Córdoba 1:1 Nelson Omar Agoglia – Daniel Ángel Jiménez k                                               |
| 3 czerwca 2000 Newell’s Old Boys – Boca Juniors 1:0 Damián Manso rozegrano pozostałe 74 minuty meczu                                    |

### Clausura 14
| Mecze: 10 czerwca – 12 czerwca 2000 |
| --- |
| Unión Santa Fe – Newell’s Old Boys 1:0 Darío Gabriel Cabrol                                                                                         |
| Ferro Carril Oeste – Lanús 0:7 Diego Klimowicz (2), Sebastián Coria (2), Cristian Osvaldo Álvarez k, Walter Gastón Coyette, Silvio Augusto González |
| Chacarita Juniors – Argentinos Juniors 1:1 Serafín Fabricio García – Aldo Osorio                                                                    |
| Racing Club – Vélez Sarsfield 2:2 Carlos Daniel Cordone, José Chatruc – Federico Hernán Domínguez, Lucas Castromán                                  |
| Gimnasia y Esgrima La Plata – River Plate 0:4 Juan Pablo Ángel (2), Javier Saviola, Pablo Aimar                                                     |
| Boca Juniors – CA Colón 3:2 Guillermo Barros Schelotto, Martín Palermo (2) – Esteban Óscar Fuertes k, Pablo Javier Ricchetti                        |
| Rosario Central – Estudiantes La Plata 0:1 Ernesto Farías                                                                                           |
| Instituto Córdoba – Belgrano Córdoba 2:0 Hernán Leonel Buján, Daniel Ángel Jiménez                                                                  |
| San Lorenzo de Almagro – Independiente 1:2 Carlos Alberto Moreno – Bruno Marioni, Diego Forlán                                                      |
| Talleres Córdoba – Gimnasia y Esgrima Jujuy 2:1 Nicolás Oliva, Julián Edgardo Maidana – Alejandro González                                          |

### Clausura 15
| Mecze: 16 czerwca – 19 czerwca |
| --- |
| Independiente – Instituto Córdoba 3:2 Daniel Montenegro, Claudio Fernando Graf, Esteban Cambiasso – Claudio Romualdo Sarría (2)                                                    |
| Gimnasia y Esgrima Jujuy – Racing Club 1:2 Diego Rubén Comelles – Sixto Peralta, José Chatruc                                                                                      |
| Vélez Sarsfield – Chacarita Juniors 2:0 Fabio Hernán Schiavi s, Emiliano Ariel Dudar                                                                                               |
| Argentinos Juniors – Ferro Carril Oeste 1:0 Federico Insúa |
| Lanús – San Lorenzo de Almagro 0:1 Carlos Alberto Moreno |
| Estudiantes La Plata – CA Colón 0:0 |
| Newell’s Old Boys – Gimnasia y Esgrima La Plata 0:0 |
| River Plate – Talleres Córdoba 2:0 Eduardo Berizzo, Diego Placente |
| Belgrano Córdoba – Rosario Central 1:2 Hernán Esteban Medina – Ezequiel González, Ricardo Vicente Canals                                                                           |
| 28 czerwca 2000 Unión Santa Fe – Boca Juniors 2:5 Matías Donnet, Andrés Silvera – Guillermo Barros Schelotto (2, 1 k), Martín Palermo, César Osvaldo La Paglia, Christian Traverso |

### Clausura 16
| Mecze: 23 czerwca – 24 czerwca 2000 |
| --- |
| San Lorenzo de Almagro – Argentinos Juniors 3:2 Eduardo Nicolás Tuzzio, Guillermo Franco (2) – Fernando Zagharián, Fernando Sánchez                     |
| Instituto Córdoba – Lanús 2:0 Daniel Ángel Jiménez k, Lucas Ramón Alessandria s                                                                         |
| Ferro Carril Oeste – Vélez Sarsfield 0:1 José Luis Chilavert k                                                                                          |
| CA Colón – Belgrano Córdoba 2:0 Esteban Óscar Fuertes, Diego Castagno Suárez                                                                            |
| Talleres Córdoba – Newell’s Old Boys 1:3 Claudio Damián Pronetto – Julio César Saldaña, Diego Mateo Alustiza, Diego Jesús Quintana                      |
| Gimnasia y Esgrima La Plata – Unión Santa Fe 2:3 Mariano Messera, Norberto Antonio Fernández s – Cristián Eduardo Domizi, Matías Donnet, Andrés Silvera |
| Rosario Central. – Independiente 0:3 Bruno Marioni, Daniel Montenegro, Claudio Fernando Graf                                                            |
| Chacarita Juniors – Gimnasia y Esgrima Jujuy 1:0 Ariel Javier Rosada mecz przerwany w 42 minucie z powodu ulewy mecz dokończony został 5 lipca 2000     |
| Racing Club – River Plate 0:0 mecz przerwany w 13 minucie z powodu ulewy mecz dokończony został 5 lipca 2000                                            |
| 5 lipca 2000 Chacarita Juniors – Gimnasia y Esgrima Jujuy 1:0 Ariel Javier Rosada dokończono pozostałe 48 minut meczu                                   |
| 5 lipca 2000 Racing Club – River Plate 0:2 Juan Pablo Ángel, Víctor Eduardo Zapata dokończono pozostałe 77 minut meczu                                  |
| 5 lipca 2000 Boca Juniors – Estudiantes La Plata 2:0 Jorge Bermúdez, Marcelo Delgado                                                                    |

### Clausura 17
| Mecze: 30 czerwca – 3 lipca 2000                                                                                         |
| --- |
| Independiente – CA Colón 2:3 Bruno Marioni (2) – Claudio Darío Biaggio, Diego Castagno Suárez, Esteban Óscar Fuertes     |
| Newell’s Old Boys – Racing Club 2:0 Rubén Darío Gigena, Damián Manso                                                     |
| River Plate – Chacarita Juniors 5:0 Eduardo Germán Coudet (2), Pablo Aimar, Juan Pablo Ángel, Hernán Díaz                |
| Gimnasia y Esgrima Jujuy – Ferro Carril Oeste 0:0                                                                        |
| Gimnasia y Esgrima La Plata – Boca Juniors 2:1 Facundo Sava, Mariano Messera – Martín Palermo                            |
| Lanús – Rosario Central 1:0 Diego Klimowicz                                                                              |
| Belgrano Córdoba – Estudiantes La Plata 2:1 Marcelo Hugo Amaya, Luis Fabián Artime – Fabricio Antonio Simone             |
| Unión Santa Fe – Talleres Córdoba 1:3 Andrés Silvera – Ricardo Adrián Silva, Darío Alberto Gigena, Gabriel Fernando Roth |
| Vélez Sarsfield – San Lorenzo de Almagro 1:0 Patricio Alejandro Camps                                                    |
| Argentinos Juniors – Instituto Córdoba 1:1 Fernando Zagharián – Mauro Javier Amato                                       |

### Clausura 18
| Mecze: 7 lipca – 10 lipca 2000 |
| --- |
| Instituto Córdoba – Vélez Sarsfield 1:2 Claudio Romualdo Sarría – Patricio Alejandro Camps (2)                                            |
| Rosario Central – Argentinos Juniors 3:1 Mariano Fernando González, Ezequiel González, Javier Edgardo Cámpora – Santiago Jorge Kuhl       |
| Racing Club – Unión Santa Fe 6:0 Carlos Maximiliano Estévez (3), Adrián Jesús Bastía, Vicente Rubén Principiano, Manuel Pablo García      |
| CA Colón – Lanús 3:0 Diego Castagno Suárez, Esteban Óscar Fuertes (2, 1 k)                                                                |
| San Lorenzo de Almagro – Gimnasia y Esgrima Jujuy 3:1 Leandro Romagnoli, Guillermo Franco, Eduardo Nicolás Tuzzio k – Mario Humberto Lobo |
| Talleres Córdoba – Gimnasia y Esgrima La Plata 2:0 Darío Alberto Gigena (2)                                                               |
| Boca Juniors – Belgrano Córdoba 5:1 Matías Sebastián Arce (2), Sergio Raúl Castillo s, Antonio Daniel Barijho (2) – Marcelo Hugo Amaya    |
| Estudiantes La Plata – Independiente 1:1 Juan Ángel Krupoviesa – Daniel Montenegro                                                        |
| Ferro Carril Oeste – River Plate 0:3 Juan Pablo Ángel (2), Pablo Aimar                                                                    |
| Chacarita Juniors – Newell’s Old Boys 0:1 Sebastián Cejas k                                                                               |

### Clausura 19
| Mecze: 7 lipca – 10 lipca 2000 |
| --- |
| Gimnasia y Esgrima La Plata – Racing Club 1:0 Mariano Messera                                                                              |
| Lanús – Estudiantes La Plata 1:0 Juan Ignacio Fernández                                                                                    |
| Argentinos Juniors – CA Colón 0:1 Esteban Óscar Fuertes k                                                                                  |
| Unión Santa Fe – Chacarita Juniors 1:4 Jose María Paz – Edgardo Boujón, Serafín Fabricio García, Luciano Andrés Ábalos, Rubén Óscar Capria |
| Talleres Córdoba – Boca Juniors 2:2 Julián Edgardo Maidana, Darío Alberto Gigena – Aníbal Matellán, Christian Giménez                      |
| Gimnasia y Esgrima Jujuy – Instituto Córdoba 2:2 Mario Humberto Lobo, Carlos Enrique Garnier – Daniel Ángel Jiménez, Óscar Darío Alaniz    |
| Vélez Sarsfield – Rosario Central 2:1 Sebastián Ariel Méndez, Lucas Castromán – Germán Ezequiel Rivarola k                                 |
| Independiente – Belgrano Córdoba 2:1 Daniel Montenegro, Diego Forlán – Marcelo Hugo Amaya                                                  |
| River Plate – San Lorenzo de Almagro 2:2 Eduardo Berizzo, Víctor Eduardo Zapata – Bernardo Romeo, Mario Santana                            |
| Newell’s Old Boys – Ferro Carril Oeste 2:0 Sebastián Pablo Cobelli, Raúl Hernán Damiani                                                    |

### Tabela końcowa Clausura 1999/2000
| Poz | Klub                         | Mecze | Zw | Rem | Por | Pkt | BrZd | BrStr |
| --- | ---------------------------- | ----- | -- | --- | --- | --- | ---- | ----- |
| 1   | River Plate                  | 19    | 12 | 6   | 1   | 42  | 44   | 17    |
| 2   | CA Independiente             | 19    | 11 | 3   | 5   | 36  | 42   | 25    |
| 3   | CA Colón                     | 19    | 11 | 3   | 5   | 36  | 38   | 26    |
| 4   | San Lorenzo de Almagro       | 19    | 11 | 3   | 5   | 36  | 27   | 15    |
| 5   | Newell’s Old Boys            | 19    | 10 | 4   | 5   | 34  | 32   | 21    |
| 6   | Vélez Sarsfield Buenos Aires | 19    | 9  | 7   | 3   | 34  | 28   | 18    |
| 7   | Boca Juniors                 | 19    | 10 | 6   | 3   | 33* | 38   | 17    |
| 8   | Unión Santa Fe               | 19    | 9  | 2   | 8   | 29  | 28   | 40    |
| 9   | Gimnasia y Esgrima La Plata  | 19    | 8  | 4   | 7   | 28  | 28   | 33    |
| 10  | Talleres Córdoba             | 19    | 7  | 6   | 6   | 27  | 21   | 22    |
| 11  | CA Lanús                     | 19    | 8  | 4   | 7   | 25  | 32   | 22    |
| 12  | Instituto Córdoba            | 19    | 6  | 7   | 6   | 25  | 28   | 29    |
| 13  | Rosario Central              | 19    | 6  | 5   | 8   | 23  | 25   | 26    |
| 14  | Belgrano Córdoba             | 19    | 6  | 4   | 9   | 22  | 28   | 31    |
| 15  | Chacarita Juniors            | 19    | 5  | 5   | 9   | 20  | 20   | 30    |
| 16  | Argentinos Juniors           | 19    | 4  | 6   | 9   | 18  | 21   | 36    |
| 17  | Estudiantes La Plata         | 19    | 3  | 7   | 9   | 16  | 21   | 30    |
| 18  | Racing Club de Avellaneda    | 19    | 3  | 6   | 10  | 15  | 22   | 29    |
| 19  | Gimnasia y Esgrima Jujuy     | 19    | 2  | 4   | 13  | 10  | 15   | 34    |
| 20  | Ferro Carril Oeste           | 19    | 2  | 2   | 15  | 8   | 9    | 46    |

- Boca Juniors – odjęto 3 punkty za incydenty w 13 kolejce
- CA Lanús – odjęto 3 punkty za incydenty w 5 kolejce

### Klasyfikacja strzelców bramek
| Gole | Piłkarz               | Klub                        |
| ---- | --------------------- | --------------------------- |
| 17   | Esteban Óscar Fuertes | CA Colón                    |
| 13   | Bruno Marioni         | CA Independiente            |
| 12   | Daniel Ángel Jiménez  | Instituto Córdoba           |
| 10   | Diego Klimowicz       | CA Lanús                    |
| 9    | Facundo Sava          | Gimnasia y Esgrima La Plata |
| 9    | Juan Pablo Ángel      | River Plate                 |
| 8    | Ernesto Farías        | Estudiantes La Plata        |

### Tablica spadkowa na koniec turnieju Clausura 1999/2000
| Poz | Klub                         | 1997/98 pkt/m | 1998/99 pkt/m | 1999/00 pkt/m | Razem pkt/mecze | Średnia |
| --- | ---------------------------- | ------------- | ------------- | ------------- | --------------- | ------- |
| 1   | Boca Juniors                 | 73/38         | 89/38         | 74/38         | 236/114         | 2.0702  |
| 2   | River Plate                  | 74/38         | 59/38         | 86/38         | 219/114         | 1.9211  |
| 3   | San Lorenzo de Almagro       | 62/38         | 61/38         | 69/38         | 192/114         | 1.6842  |
| 4   | Vélez Sarsfield Buenos Aires | 78/38         | 46/38         | 61/38         | 185/114         | 1.6228  |
| 5   | Gimnasia y Esgrima La Plata  | 69/38         | 62/38         | 49/38         | 180/114         | 1.5789  |
| 6   | Rosario Central              | 57/38         | 57/38         | 66/38         | 180/114         | 1.5789  |
| 7   | CA Independiente             | 56/38         | 51/38         | 61/38         | 168/114         | 1.4736  |
| 8   | CA Lanús                     | 65/38         | 50/38         | 48/38         | 163/114         | 1.4298  |
| 9   | Talleres Córdoba             | 0/0           | 44/38         | 58/38         | 102/76          | 1.3421  |
| 10  | Newell’s Old Boys            | 42/38         | 52/38         | 55/38         | 149/114         | 1.3070  |
| 11  | Argentinos Juniors           | 57/38         | 49/38         | 39/38         | 145/114         | 1.2719  |
| 12  | CA Colón                     | 38/38         | 49/38         | 55/38         | 142/114         | 1.2456  |
| 13  | Racing Club de Avellaneda    | 41/38         | 55/38         | 45/38         | 141/114         | 1.2368  |
| 14  | Unión Santa Fe               | 33/38         | 54/38         | 50/38         | 137/114         | 1.2018  |
| 15  | Estudiantes La Plata         | 49/38         | 45/38         | 39/38         | 133/114         | 1.1667  |
| 16  | Chacarita Juniors            | 0/0           | 0/0           | 45/38         | 45/38           | 1.1842  |
| 17  | Instituto Córdoba            | 0/0           | 0/0           | 44/38         | 44/38           | 1.1579  |
| 18  | Belgrano Córdoba             | 0/0           | 44/38         | 39/38         | 83/76           | 1.0921  |
| 19  | Gimnasia y Esgrima Jujuy     | 52/38         | 47/38         | 18/38         | 118/114         | 1.0351  |
| 20  | Ferro Carril Oeste           | 49/38         | 35/38         | 16/38         | 101/114         | 0.8860  |

## Sumaryczna tabela sezonu 1999/2000
Tabela ma znaczenie nie tylko statystyczne. Na jej podstawie wyznaczane są kluby, które reprezentować będą Argentynę w Copa Libertadores i Copa Mercosur.
| Poz | Klub                         | Mecze | Zw | Rem | Por | Pkt | BrZd | BrStr |
| --- | ---------------------------- | ----- | -- | --- | --- | --- | ---- | ----- |
| 1   | River Plate                  | 38    | 25 | 11  | 2   | 86  | 89   | 38    |
| 2   | Boca Juniors                 | 38    | 22 | 11  | 5   | 74  | 74   | 32    |
| 3   | San Lorenzo de Almagro       | 38    | 21 | 9   | 8   | 69* | 57   | 30    |
| 4   | Rosario Central              | 38    | 20 | 6   | 12  | 66  | 59   | 44    |
| 5   | Vélez Sarsfield Buenos Aires | 38    | 17 | 13  | 8   | 61* | 56   | 35    |
| 6   | CA Independiente             | 38    | 17 | 10  | 11  | 61  | 61   | 46    |
| 7   | Talleres Córdoba             | 38    | 16 | 10  | 12  | 58  | 59   | 53    |
| 8   | Newell’s Old Boys            | 38    | 15 | 10  | 13  | 55  | 59   | 48    |
| 9   | CA Colón                     | 38    | 16 | 7   | 15  | 55  | 58   | 54    |
| 10  | Unión Santa Fe               | 38    | 14 | 8   | 16  | 50  | 52   | 70    |
| 11  | Gimnasia y Esgrima La Plata  | 38    | 12 | 13  | 13  | 49  | 56   | 61    |
| 12  | CA Lanús                     | 38    | 15 | 6   | 17  | 48* | 55   | 52    |
| 13  | Racing Club de Avellaneda    | 38    | 10 | 15  | 13  | 45  | 49   | 51    |
| 14  | Chacarita Juniors            | 38    | 11 | 12  | 15  | 45  | 58   | 63    |
| 15  | Instituto Córdoba            | 38    | 11 | 14  | 13  | 44  | 51   | 59    |
| 16  | Estudiantes La Plata         | 38    | 9  | 12  | 17  | 39  | 50   | 63    |
| 17  | Belgrano Córdoba             | 38    | 11 | 9   | 18  | 39* | 53   | 68    |
| 18  | Argentinos Juniors           | 38    | 8  | 15  | 15  | 39  | 41   | 58    |
| 19  | Gimnasia y Esgrima Jujuy     | 38    | 4  | 7   | 27  | 19  | 32   | 77    |
| 20  | Ferro Carril Oeste           | 38    | 3  | 8   | 27  | 17  | 23   | 90    |

- Boca Juniors – do Copa Libertadores 2001 jako obrońca tytułu
- San Lorenzo de Almagro, Vélez Sarsfield, Lanús, Belgrano – odjęte 3 punkty

## Baraże o utrzymanie się w lidze

### Pierwsze mecze
| Data          | Mecz |
| ------------- | --- |
| 20 lipca 2000 | Quilmes – Belgrano Córdoba 3:1 Adrián Gustavo Giampietri, Luis Fernando s, Alejandro Damián Domínguez – Hernán Esteban Medina |
| 20 lipca 2000 | Almagro – Instituto Córdoba 1:0 Francisco Diego Maciel                                                                        |

### Rewanże
| Data          | Mecz |
| ------------- | --- |
| 23 lipca 2000 | Belgrano Córdoba – Quilmes 3:1 Luis Fabián Artime, Leonardo Rodolfo Lemos s, Luis Ernesto Sosa – Matías Horacio Milozzi |
| 23 lipca 2000 | Instituto Córdoba – Almagro 1:1 Claudio Romualdo Sarría – Diego Sebastián Villalba                                      |

Klub Belgrano Córdoba pomimo równego bilansu utrzymał się w pierwszej lidze, gdyż w barażu zespół aspirujący do pierwszej ligi by awansować musiał być lepszy w dumeczu. Równy bilans dwumeczu faworyzował drużyny broniące się przed spadkiem. Drugi pierwszoligowiec Instituto Córdoba miał mniej szczęścia i przegrał baraże z Almagro Buenos Aires, który awansował na jego miejsce.